# Uniformno barvanje
| 111                                             | 112 | 123 |
| ----------------------------------------------- | --- | --- |
| Šestkotniško pokritje ima 3 uniformna barvanja. |     |     |

Uniformno barvanje je v geometriji značilnost uniformne oblike oziroma uniformnega pokritja ali uniformnega poliedra. Obarvanje je takšno, da je ogliščno prehodno. Različne simetrije se lahko prikaže na enakih geometrijskih oblikah, ki imajo različne uniformne vzorce.
Uniformno barvanje je določeno z navajanjem številk različnih barv okrog slike oglišč.

## n-uniformne oblike
n-uniformno barvanje je značilnost uniformne oblike z n tipi slik oglišč, ki so skupaj ogliščno prehodne.

## Arhimedsko barvanje
Sorodni pojem je arhimedska barva in zahteva barvanje ene slike oglišč v periodičnem razvrščanju. Še splošnejši pojem so k-arhimedska barvanja, ki štejejo k različnih barvnih slik oglišč.
Arhimedsko barvanje trikotniškega pokritja (levo na sliki) ima na primer dve barvi, vendar zahteva 4 različne barve glede ne simetrične lege in postane 2-uniformno barvanje (desno):
| 1-Arhimedsko barvanje 111112 | 2-uniformno barvanje 112344 in 121434 |